# Ernst Zitzmann

Ernst Zitzmann, Porträtfoto aus dem Reichstags-Handbuch 1936

Ernst Gustav Franz Zitzmann (* 19. Juli 1891 in Greußen; † unbekannt, nach April 1945) war ein deutscher Politiker (NSDAP).

## Leben und Tätigkeit
Nach dem Besuch der Volksschule erlernte Zitzmann das Müllerhandwerk. Dazu besuchte er die Fachschule. Von 1916 bis 1918 nahm Zitzmann mit dem Infanterieregiment 94 am Ersten Weltkrieg teil.
In der NSDAP übernahm Zitzmann Aufgaben als Ortsgruppenleiter in Meißen, Kreisleiter des Kreises Meißen und später als Kreisleiter des Kreises Kamenz sowie als Beauftragter der NSDAP für den Kreis Kamenz. Hinzu kamen Ämter als Stadtverordnetenvorsteher in Kamenz und als Mitglied des Kreisausschusses Dresden-Bautzen. Außerdem war er Kreisjägermeister in Kamenz.
Von März 1936 bis zum Mai 1938 saß Zitzmann als Abgeordneter im nationalsozialistischen Reichstag, in dem er den Wahlkreis 28 (Dresden-Bautzen) vertrat.
Noch wenige Tage vor Kriegsende erklärte er am 4. Mai 1945 die Stadt Kamenz zur Festung.
Mit dem Ende des Zweiten Weltkriegs verliert sich Zitzmanns Spur. Die Stadtchronik von Kamenz verzeichnet seine Flucht aus der Stadt in der Nacht vom 6. zum 7. Mai 1945.

## Ehe und Familie
Zitzmann heiratete in zweiter Ehe am 3. Februar 1934 die Ida Erna Kutz (* 20. Oktober 1910 in Meißen). Aus der Ehe ging mindestens ein Kind hervor.